# (37065) 2000 UT48
2000 UT48 (asteroide 37065) é um asteroide da cintura principal. Possui uma excentricidade de 0.21781640 e uma inclinação de 1.55551º.
Este asteroide foi descoberto no dia 24 de outubro de 2000 por LINEAR em Socorro.